# Solanum tenuispinum
Solanum tenuispinum là loài thực vật có hoa trong họ Cà. Loài này được Rusby miêu tả khoa học đầu tiên năm 1934.